# Brent Spiner
Brent Jay Spiner, noto anche con lo pseudonimo di Brent Jay Mintz (1955-1975) (Houston, 2 febbraio 1949), è un attore statunitense, noto per interpretare alcuni personaggi, soprattutto Data, nel franchise di fantascienza Star Trek.

## Biografia
Brent Spiner nasce nel 1949 a Houston nel Texas, da Jack e Sylvia Spiner, proprietari di un negozio di mobili. Brent rimane orfano del padre a soli 10 mesi, quando Jack muore di un'insufficienza renale. All'età di sei anni la madre si risposa con Sol Mintz, che adotta lui e il fratello maggiore Ron. Sette anni più tardi Sylvia divorzia, tuttavia Brent mantiene il cognome del padre adottivo dal 1955 al 1975.
Dopo aver frequentato la Bellaire High School e l'università a Houston, Brent Spiner inizia a recitare allo Houston Music Theater. In seguito si trasferisce a New York dove partecipa a diversi musical a Broadway, tra cui 1776 e Sunday in the Park with George e ottiene una piccola parte nel film Stardust Memories di Woody Allen. Nel 1984 si trasferisce a Los Angeles dove partecipa a diversi episodi pilota di serie e ad alcuni film per la tv.
Nel 1987 entra a far parte del cast fisso di Star Trek: The Next Generation, seconda serie televisiva live-action del franchise di fantascienza Star Trek, in cui interpreta l'androide Data fin dal primo episodio Incontro a Farpoint (prima parte). Spiner riprender in seguito il personaggio nei successivi quattro film con protagonista l'equipaggio di TNG: Generazioni (Star Trek: Generations, 1994), diretto da David Carson; Primo contatto (Star Trek: First Contact, 1996) e Star Trek - L'insurrezione (Star Trek: Insurrection, 1998), entrambi diretti da Jonathan Frakes; Star Trek - La nemesi (Star Trek: Nemesis, 2002), diretto da Stuart Baird; oltre che nella serie televisiva Star Trek: Picard (2020). Spiner presta inoltre la voce a Data anche nei videogiochi Star Trek: The Next Generation - A Final Unity (1995), Generations (1997), Star Trek: Hidden Evil (1999), Star Trek: Away Team (2001) e Star Trek: Bridge Commander (2002).
Nel franchise di Star Trek, oltre a Data, Brent Spiner impersona anche tutti gli altri maschi della "dinastia Soong", ivi compreso, sempre nella serie The Next Generation, il "padre" di Data, Noonien Soong e il "fratello" malvagio Lore, un altro androide senziente costruito da Soong prima di Data. Nel tre episodi della quarta stagione Terra di confine, Stazione 12 e I potenziati, della serie televisiva Star Trek: Enterprise, interpreta inoltre il personaggio di Arik Soong, antenato di Noonien, interessato all'eugenetica, che vive nel XX secolo. Nell'ultimo episodio della medesima serie, presta inoltre la voce, non accreditato, al personaggio di Data. Nella serie televisiva Picard, oltre a Data, interpreta anche i personaggi di Altan Inigo Soong, figlio biologico di Noonien, e Adam Soong, un suo antenato che vive nel XXI secolo.
Nel 1990 Brent Spiner pubblica un album di standard degli anni trenta e quaranta intitolato Ol' Yellow Eyes Is Back, dove il titolo è un riferimento al colore degli occhi di Data e un omaggio-parodia all'album Ol' Blue Eyes Is Back di Frank Sinatra. Nel 1996 appare nel film di fantascienza di invasione aliena Independence Day, diretto da regia di Roland Emmerich, in cui interpreta il Dottor Brackish Okun. L'anno successivo prende parte assieme a diversi altri attori del franchise di Star Trek, tra cui Leonard Nimoy, Gates McFadden, Armin Shimerman, Dwight Schultz e Wil Wheaton, a una riedizione del radiodramma The War of the Worlds di Orson Welles, adattato da Howard Koch dal romanzo La guerra dei mondi di H. G. Wells, diretta da John de Lancie che viene pubblicata in musicassetta dall'etichetta discografica LA Theatre Works.
Nel 2005 Spiner interpreta il ruolo del dottor Nigel Fenway nella serie televisiva Threshold, che viene tuttavia cancellata dopo soli 13 episodi. Nel 2008 partecipa allo show radiofonico Dreamland con Maude Maggart, che porta alla pubblicazione di un CD dallo stesso titolo.
Nel 2011 appare nell'episodio La reazione del razzo russo (The Russian Rocket Reaction) della serie televisiva The Big Bang Theory, dove interpreta sé stesso, quale ospite di una festa a casa di Wil Wheaton (che interpreta Wesley Crusher in TNG), finendo per entrare nella lista dei "nemici" di Sheldon Cooper per aver aperto la confezione autografata di un'action figure di Wesley Crusher regalata da Wheaton a Sheldon.
Come doppiatore è la voce di Gall Trayvis, nella serie animata Star Wars Rebels, e dei due villains dell'universo di Batman, Joker ed Enigmista, nelle serie animate Justice League Action e Young Justice, oltre che nel podcast DC Batman: The Audio Adventures.

## Vita privata
Brent Spiner vive a Los Angeles. Nel 1995 si è sposato con Loree McBride da cui ha avuto un figlio.
È amico anche nella vita reale dei compagni di set di TNG: Gates McFadden, LeVar Burton, Marina Sirtis e Patrick Stewart. Ha fatto da testimone di nozze sia a Marina Sirtis che a Patrick Stewart ed è stato padrino di battesimo del figlio di Gates McFadden.

## Filmografia

### Attore

#### Cinema
- Quella casa sulla collina (My Sweet Charlie), regia di Lamont Johnson (1970)
- Stardust Memories, regia di Woody Allen (1980)
- Cercasi casa a Manhattan (Rent Control), regia di Gian Luigi Polidoro (1981)
- Ladies and Gentlemen, the Fabulous Stains, regia di Lou Adler (1982)
- Sotto shock (Shocker), regia di Wes Craven (1989) - non accreditato
- Una moglie per papà (Corrina, Corrina), regia di Jessie Nelson (1994)
- Generazioni (Star Trek: Generations), regia di David Carson (1994)
- L'eroe del cielo (Pie in the Sky), regia di Bryan Gordon (1995)
- Phenomenon, regia di Jon Turteltaub (1996)
- Independence Day, regia di Roland Emmerich (1996)
- Primo contatto (Star Trek: First Contact), regia di Jonathan Frakes (1996)
- Gli impenitenti (Out to Sea), regia di Martha Coolidge (1997)
- Star Trek - L'insurrezione (Star Trek: Insurrection), regia di Jonathan Frakes (1998)
- Fatti, strafatti e strafighe (Dude, Where's My Car?), regia di Danny Leiner (2000)
- Mi chiamo Sam (I Am Sam), regia di Jessie Nelson (2001)
- Il maestro cambiafaccia (The Master of Disguise), regia di Perry Andelin Blake (2002)
- Star Trek - La nemesi (Star Trek: Nemesis), regia di Stuart Baird (2002)
- The Aviator, regia di Martin Scorsese (2004)
- Material Girls, regia di Martha Coolidge (2006)
- Superhero - Il più dotato fra i supereroi (Superhero Movie), regia di Craig Mazin (2008)
- The Midnight Man, regia di D.C. Hamilton (2016)
- Independence Day - Rigenerazione (Independence Day: Resurgence), regia di Roland Emmerich (2016)

#### Televisione
- Il bacio della violenza (The Dain Curse), regia di E.W. Swackhamer – miniserie TV, episodi 1x01-1x02-1x03 (1978)
- In casa Lawrence (Family) – serie TV, episodio 4x20 (1979)
- I Ryan (Ryan's Hope) – serie TV, episodio 1442 (1981)
- The Paper Chase – serie TV, episodio 2x17 (1984)
- Un salto nel buio (Tales from the Darkside) – serie TV, episodio 1x10 (1984)
- Una vita da vivere (One Life to Live) – serie TV, 1 episodio (1984)
- Robert Kennedy and His Times – miniserie TV, episodi 1X01-1x02-1x03 (1985)
- Hill Street giorno e notte (Hill Street Blues) – serie TV, episodio 5x19 (1985)
- Reato d'innocenza (Crime of Innocence), regia di Michael Miller – film TV (1985)
- Giudice di notte (Night Court) – serie TV, 7 episodi (1985-1987)
- Ai confini della realtà (The Twilight Zone) – serie TV, episodio 1x019 (1986)
- American Playhouse – serie TV, episodio 5x19 (1986)
- Sylvan in Paradise, regia di Terry Hughes – film TV (1986)
- Manhunt for Claude Dallas, regia di Jerry London – film TV (1986)
- Hunter – serie TV, episodio 3x09 (1986)
- La mamma è sempre la mamma (Mama's Family) – serie TV, episodi 3x01-3x23 (1986-1987)
- Cin cin (Cheers) – serie TV, episodio 5x17 (1987)
- Troppo forte! (Sledge Hammer!) – serie TV, episodio 1x22 (1987)
- Star Trek: The Next Generation – serie TV, 176 episodi (1987-1994)
- Family Sins, regia di Jerrold Freedman – film TV (1989)
- What's Alan Watching?, regia di Thomas Schlamme – film TV (1989)
- Regina senza corona (Miss Firecracker), regia di Thomas Schlamme – film TV (1989)
- Cuori ribelli (Crazy from the Heart), regia di Thomas Schlamme – film TV (1991) - non accreditato
- Innamorati pazzi (Mad About You) – serie TV, episodio 3x15 (1995)
- Kingfish: A Story of Huey P. Long, regia di Thomas Schlamme (1995)
- Deadly Games – serie TV, episodio 1x07 (1995)
- Dream On – serie TV, episodio 6x19 (1996)
- Oltre i limiti (The Outer Limits) – serie TV, episodio 2x16 (1996)
- Vi presento Dorothy Dandridge (Introducing Dorothy Dandridge), regia di Martha Coolidge – film TV (1999)
- Disneyland (The Wonderful World of Disney) – serie TV, episodio 3x12 (2000)
- A Girl Thing - Cosa pensa una donna (A Girl Thing), regia di Lee Rose – film TV (2001)
- Ask Me No Questions, regia di Mary-Ann Anderson – film TV (2001)
- The Ponder Heart, regia di Martha Coolidge – film TV (2001)
- Frasier – serie TV, episodio 10x13 (2003)
- An Unexpected Love, regia di Lee Rose (2003)
- Friends – serie TV, episodio 10x14 (2004)
- Jack, regia di Lee Rose – film TV (2004)
- Law & Order: Criminal Intent – serie TV, episodio 3x15 (2004)
- Star Trek: Enterprise – serie TV, episodi 4x04-4x05-4x06 (2004)
- Joey – serie TV, episodio 1x14 (2005)
- Threshold – serie TV, 13 episodi (2005-2006)
- Leverage - Consulenze illegali (Leverage) – serie TV, episodio 1x11 (2009)
- The Guild – serie TV, episodio 5x04 (2011)
- Alphas – serie TV, episodio 1x09 (2011)
- The Big Bang Theory – serie TV, episodio 5x05 (2011)
- Fresh Hell – serie TV, 15 episodi (2011-2012)
- Warehouse 13 – serie TV, 6 episodi (2012)
- Wendell and Vinnie – serie TV, episodio 1x14 (2013)
- Ray Donovan – serie TV, episodi 2x01-2x03-2x04 (2014)
- Comedy Bang! Bang! – serie TV, episodio 4x10 (2015)
- Blunt Talk – serie TV, 4 episodi (2015-2016)
- Outcast – serie TV, 17 episodi (2016-2017)
- The Blacklist – serie TV, episodio 4x14 (2017)
- The Goldbergs – serie TV, episodio 6x20 (2019)
- Penny Dreadful: City of Angels – serie TV, 6 episodi (2020)
- Star Trek: Picard – serie TV, 14 episodi (2020-2023)

### Doppiatore

#### Cinema
- South Park - Il film: Più grosso, più lungo & tutto intero (South Park: Bigger, Longer & Uncut), regia di Trey Parker (1999) - Conan O'Brien
- Quantum Quest: A Cassini Space Odyssey, regia di Harry 'Doc' Kloor e Daniel St. Pierre - mediometraggio (2010) - Coach Mackey

#### Televisione
- Gargoyles - Il risveglio degli eroi (Gargoyles) - serie animata, 4 episodi (1995-1996) - Puck
- Star Trek: Enterprise – serie TV, episodio 4x22 (2005) - Data
- I Griffin (Family Guy) - serie animata, episodio 7x11 (2009) - sé stesso
- I Simpson (The Simpsons) - serie animata, episodio 23x17 (2012) - Robot
- Avengers - I più potenti eroi della Terra (The Avengers: Earth's Mightiest Heroes) - serie animata, episodio 2x19 (2012) - Zebediah Killgrave/Purple Man
- Generator Rex - serie animata, 4 episodi (2010-2013) - Dr. Gabriel Rylander
- Robot Chicken - serie animata, episodio 6x15 (2013) - Noonien Soong/Gondola Jack/Medic
- Hulk and the Agents of S.M.A.S.H. - serie animata, episodio 2x04 (2014) - Silver Surfer
- Star War Rebels - serie animata, 4 episodi (2014-2015) - Gall Trayvis
- The Librarians – serie TV, episodio 2x08 (2015) - Puck
- Justice League Action - serie animata, episodio 1x41 (2017) - Enigmista
- Young Justice - serie animata, episodi 1x14-4x07 (2011, 2021) - Joker

#### Videogiochi
- Star Trek: The Next Generation - A Final Unity (1995) - Data
- Chronomaster (1995) - Milo
- Star Trek: Generations (1997) - Data
- Star Trek: Hidden Evil (1999) - Data
- Star Trek: Away Team (2001) - Data
- Star Trek: Bridge Commander (2002) - Data
- Family Guy: The Quest for Stuff (2014) - Data
- Elite: Dangerous (2014) - Vega

## Radio
- DC Batman: The Audio Adventures - podcast, 6 episodi (2021) - Joker

## Teatro
- A History of the American Film (1978)
- The Three Musketeers (1984)
- Sunday in the Park with George (1984-1985)
- Big River (1985-1987)
- 1776 (1997-1998)
- Life (x) 3 (2003)

## Discografia

### Album in studio
- 1991 - Ol' Yellow Eyes Is Back
- 2010 - Dreamland (con Maude Maggart)

### Audiolibri
- 1997 - War Of The Worlds (con Leonard Nimoy e Gates McFadden)

## Doppiatori italiani
Nelle versioni in italiano dei suoi lavori, Brent Spiner è stato doppiato da:
- Marco Mete in Star Trek: The Next Generation, Generazioni, Primo contatto, Star Trek - L'insurrezione, Star Trek - La nemesi, Star Trek: Enterprise, Joey, Material Girls, Superhero - Il più dotato fra i supereroi, Outcast, Independence Day - Rigenerazione, Star Trek: Picard
- Ambrogio Colombo in Alphas, The Big Bang Theory
- Stefano Mondini in Innamorati pazzi, Threshold
- Sergio Graziani in Star Trek: The Next Generation (Noonien Soong; ep. 4x03, 7x10)
- Roberto Del Giudice in Star Trek: The Next Generation (Noonien Soong; ep. 6x16)
- Massimo Lodolo in Codice mistero
- Danilo De Girolamo in Independence Day
- Pino Insegno ne Gli impenitenti
- Fabrizio Pucci in Vi presento Dorothy Dandridge
- Francesco Pannofino ne Il maestro cambiafaccia
- Luciano De Ambrosis in Friends
- Mario Brusa in Law & Order: Criminal Intent
- Gerolamo Alchieri in Phenomenon
- Antonio Palumbo in Leverage - Consulenze illegali
- Paolo Buglioni in Warehouse 13
- Giorgio Lopez in The Blacklist
- Luca Dal Fabbro in Ray Donovan
- Oliviero Dinelli in The Goldbergs
- Luciano Roffi in Penny Dreadful: City of Angels
- Claudio Moneta in Vi presento Dorothy Dandridge (ridoppiaggio)

Da doppiatore è sostituito da:
- Marco Mete in South Park - Il film, I Griffin
- Vittorio Stagni in Gargoyles
- Massimo Lopez ne I Simpson
- Francesco Pezzulli in Hulk e gli agenti S.M.A.S.H.
- Alessio Cigliano in Star Wars Rebels